# Всемирная ассоциация казахов
Всемирная Ассоциация казахов (ВАК, каз. Дүниежүзі қазақтарының қауымдастығы), Всемирное сообщество казахов — международная негосударственная организация республиканского значения.
Создана в Алма-Ате 29 сентября 1992 года по решению I Всемирного курултая казахов. 800 делегатов из 33 стран мира учредили Всемирную Ассоциацию казахов и единогласно избрали Нурсултана Абишевича Назарбаева Председателем Президиума.
Зарегистрированная Министерством юстиции Республики Казахстан 3 ноября 1992 года как Всемирная Ассоциация казахов.
Ассоциация имеет подразделения и представительства в 19 странах мира. Согласно данным Ассоциации, за пределами Казахстана в 43 странах мира проживает более 5 млн казахов.
Основная цель Ассоциации — поддержание связи с зарубежными соотечественниками по вопросам культурно-духовного развития, образования и бизнеса.
В составе имеет издательский центр «Атажурт», библиотеку, центр «Искусство». В активе Ассоциации — монографии на русском и казахском языках: «Исторические судьбы казахской диаспоры. Происхождение и развитие» (Мендикулова Г. М., 2006) с разделом «Деятельность Всемирной Ассоциации казахов и Всемирные курултаи казахов» и совместная монография «Өзбекстандағы қазақтардың тарихы және бүгінгі дамуы» - «История казахов Узбекистана и их современное развитие» (Кобландин К., Меңдикулова Г. М., 2009).

## Руководители
Председателем президиума Ассоциации является Первый президент Республики Казахстан — Нурсултан Абишевич Назарбаев.

### Первые заместители председателя
- Найманбаев, Калдарбек Найманбаевич (1992 — 2004)
- Мамашев, Талгат Асылович (октябрь 2004 - июнь 2017)[2]
- Турисбеков, Заутбек Каусбекович (с июня 2017)[3]